# Florarctus acer
Florarctus acer är en djurart som tillhör fylumet trögkrypare, och som beskrevs av Jeanne Renaud-Mornant 1990. Florarctus acer ingår i släktet Florarctus och familjen Halechiniscidae. Inga underarter finns listade i Catalogue of Life.